# Втора англо-маратхска война
Втората англо-маратхска война (1803 – 1805) е вторият конфликт между Британската източноиндийска компания и Маратхската империя в Индия.

## Предистория
През октомври 1802 г. пешва Баджи Рао II е победен от Яшвантрао Холкар, владетел на Индор в битката при Пуна. Той бяга под закрилата на британците и през декември същата година сключва договора от Басейн с Британската източноиндийска компания, сдавайки територия за поддръжката на спомагателна войска и съгласявайки се да не се договаря с друга сила. Британците също трябва да възпират френското влияние в Индия.

## Ход на войната
Този акт от страна на пешва, техният номинален господар, ужасява и отвращава маратхските старейшини; по-специално синдхските владетели на Гвалиор и бхонсалските владетели на Нагпур и Берар оспорват споразумението.
През септември 1803 синдхските сили губят от лорд Джерард Лейк в битката при Делхи и от лорд Артър Уелсли в битката при Асай. След няколко месеца, през ноември Лейк побеждава друга синдска войска в битката при Лансвари, последвана от победата на Уелсли на силите на клана Бхонсле в битката при Аргаон (днес Адгаон) на 29 ноември. Владетелите на Холкар се включват във войната със закъснение и принуждават британците да сключат мир.
Уелсли, който след това побеждава Наполеон при Ватерло, по-късно отбелязва, че Асай е била по-трудна от Ватерло.

## Завършек
На 17 декември 1803 г. Рагходжи II Бхонсле от Нагпур подписва договора от Деогаон в Ориса с британците след битката при Ласвари и отстъпва провиницята Катак (която включва бреговата част на Ориса, княжествата на Ориса, Баласор, части от Миднапорския окръг на Западен Бенгал).
На 30 декември 1803 г., крал Даулат Синдхиа подписва договорът от Сурджи-Анджангаон с британците след битката при Асай и битката при Аргаон и отстъпва на британците Рохтак, Гурагон, Ганг-Ямуна Доаб, региона Делхи-Агра, части от Бунделкхандм, части от Гуджарат и форт Ахмаднагар.
Яшвантрао Холкар обаче започва бойни действия с британците, осигурявайки си подкрепата на раджата на Бхаратпур. С договора от Раджгхат, Холкар си възвръща много от териториите. Махараджите на Холкар запазват контрол и владение над голяма част от Раджастан.